# Striegistal
Striegistal  est une commune de Saxe (Allemagne), située dans l'arrondissement de Saxe centrale, dans le district de Chemnitz.

## Histoire
En 1994, les anciennes communes de Berbersdorf, Goßberg, Mobendorf et Pappendorf se sont réunis à la nouvelle commune Striegistal, nommé après les rivières Kleine Striegis et Große Striegis. Le mème an, les anciennes communes de Arnsdorf, Böhrigen, Dittersdorf, Etzdorf, Marbach et Naundorf forment la nouvelle commune Tiefenbach qui porte le nom d’un ruisseau local. Les communes de Tiefenbach et Striegistal s'unissent en 2008 en reprenant le nom de la dernière.
Le blason rappelle les traditions agricoles, minières et métallurgiques et de la distillerie de chaux, ainsi que les cours d'eau qui ont donné leur nom à la commune.